# Sterling E. Lanier
Sterling Edmund Lanier (New York, 18 dicembre 1927 – Sarasota, 28 giugno 2007) è stato uno scrittore, scultore ed editor statunitense.

## Biografia
Nato a New York City, visse gran parte della sua vita nel Maryland. Studiò da antropologo ed archeologo, laureandosi ad Harvard nel 1951.
Appassionato di narrativa fantastica e criptozoologia, prima di cominciare la sua carriera letteraria, lavorò come ricercatore di storia al Winterthur Museum, in Delaware, dal 1958 al 1960. Morì a 79 anni in Florida, a Sarasota.

### Carriera letteraria
La carriera letteraria di Lanier cominciò nel 1961, quando riuscì a far pubblicare un suo primo racconto, divenendo successivamente un editor per Chilton Books. Per questa casa editrice svolse un ruolo fondamentale, permettendo nel 1965 la pubblicazione di Dune, un bestseller mondiale scritto da Frank Herbert. Lanier aveva letto il romanzo di Herbert sulla rivista Analog Science Fiction and Fact, dove era stato pubblicato in otto parti. Positivamente impressionato, decise di contattare l'autore e fargli firmare un contratto con la Chilton, che riunì i diversi capitoli del romanzo in un unico volume.
Tuttavia, almeno all'inizio, le vendite di Dune non furono soddisfacenti e Lanier venne allontanato dalla casa editrice. Continuò comunque a lavorare come editor per case editrici minori.
Tra le sue opere più importanti, si ritrova il ciclo del brigadiere Donald Ffellowes e i romanzi post-apocalittici aventi per protagonista Hiero. Il suo racconto A Father's Tale (in italiano L'isola di Van Ouisthoven) fu nominato al Premio World Fantasy 1975.

### Carriera da scultore
Le sue sculture sono state esposte in numerosi musei, tra i quali lo Smithsonian Institution. Scolpì soprattutto miniature, tra le quali sono degne di nota quelle ispirate ai personaggi de Il Signore degli Anelli di J. R. R. Tolkien. Proprio con lo scrittore britannico, Lanier aveva una fitta corrispondenza. Lo stesso Tolkien mostrò più volte ammirazione per le miniature di Lanier, senza però mai approvare il loro utilizzo a scopo commerciale, volontà che Lanier rispettò sempre.

## Opere

### Ciclo di Hiero
- Il viaggio di Hiero (tit. originale: Hiero's Journey), 1973[1]
- Il ritorno di Hiero (tit. originale: The Unforsaken Hiero), 1983[2]

### Avventure del brigadiere Ffellowes
- The Peculiar Exploits of Brigadier Ffellowes, raccolta di racconti, 1971
- The Curious Quests of Brigadier Ffellowes, raccolta di racconti, 1986

In lingua italiana, i racconti del brigadiere Ffellowes sono apparsi in due volumi pubblicati nella collana Urania di Arnoldo Mondadori Editore. Essi contengono tutte le storie pubblicate nelle due raccolte originali ad eccezione di His Coat So Gay, Ghost of a Crown, Commander in the Mist, The Brigadier in Check — and Mate.
Le due raccolte sono:
- Le fantastorie del brigadiere, Mondadori, Milano, 1970[3]
  - contiene i racconti:

  1. Le tre sorelle (Feminine Jurisdition)
  2. Safari (His Only Safari)
  3. I re del mare (The Kings of the Sea)
  4. Società segrete (Fraternity Brother)
  5. Dal Paleozoico (The Left Lovers)
  6. L'isola del soldato (Soldier Key)
- Le fantastorie del brigadiere, Mondadori, Milano, 1981[4]
  - contiene tutti i racconti del volume precedente più:

  1. L'isola della tartaruga (And the Voice of the Turtle)
  2. L'isola di Van Ouisthoven (A Father's Tale)
  3. Misura di mostro (Thinking of the Unthinkable)

Un ulteriore racconto della serie è stato pubblicato in appendice ad un altro volume:
- La sindrome di Dracula (His Coat So Gay), in Jacques Spitz, L'occhio del purgatorio, Mondadori, Milano, 1973

### Altri racconti
- Join Our Gang? (1961)
- Deathchild (1968)
- Such Stuff as Dreams (1968)
- Whose Short Happy Life? (1968)
  - pubblicato in italiano con il titolo Chi va a caccia di che? in appendice a: Raymond F. Jones, L'incubo dei Syn, Mondadori, Milano, 1970[5]
- Never Cry Human (1970)
- No Traveler Returns (1974)
  - pubblicato in italiano con il titolo Rinascita religiosa in appendice a: Robert Silverberg, Invasori silenziosi, Mondadori, Milano, 1975[6]
- The Syndicated Time (1978)